# Corgatha tana
Corgatha tana là một loài bướm đêm trong họ Erebidae.